# Janina Degutytė
Janina Degutytė (Kaunas, 1928. július 6. – Vilnius, 1990. február 6.) litván költő, gyermekversek alkotója. Műveire a későromantika és a modernizmus egyaránt jellemző. 

## Élete
1928. július 6-án Kaunas elővárosában született, a szüleivel együtt több évet töltött Kėdainiaiban és Telšiaiben. Gyermekkorában sokat betegeskedett, gimnazistaként írta első verseit. A második világháború alatt, 1942-ben az édesapját a megszállók lelőtték, az anyja az italba menekült. 1955-ben szerzett diplomát a Vilniusi Egyetemen litván nyelv és irodalom szakon. Könyvtárosként dolgozott a Tauragė gyermekkönyvtárában. Orosz nyelvet tanított az esti iskolában. Nemenčinė városában is pedagógus volt. Kevés fizetéséből tartotta el saját magát és édesanyját. 1958-ban Vilniusban telepedett le, ahol szerkesztő volt az Állami Könyvkiadónál (1958–1961). 1957-től jelentek meg a versei, 1958-ban a Litván Írók Szövetségének tagja lett. Verseiben a litván táj szeretetét, az egyén és a természet kapcsolatát, a hétköznapi élet apró eseményeit, örömeit jelenítette meg. A 20. század tragikus eseményeit megdöbbenve figyelte, aggódott embertársaiért, a bizonytalan jövőért. Orosz és lengyel nyelvből fordított. 1990. február 6-án halt meg, Antakalnis temetőjében temették el .

## Művei
- Ugnies lašai: eilėraščiai (1959) Tűzcseppek: versek
- Dienos – dovanos: eilėraščiai (1960) Napok – Ajándékok: versek
- Капли огня (Moszkva, 1960) Tűzcseppek (oroszul)
- Saulė ir dainelė (1961) A nap és a dal
- Ant žemės delno (1963) A föld tenyerén
- Rugelis dainuoja (1963) Rugelis énekel
- Sniego lelija (1964) Hóliliom
- Mano diena (1965) Az én napom
- Šiaurės vasaros (1966) Északi nyarak
- Žalia ugnelė (1966) Zöld tűz
- Pilnatis (1967) Telihold
- Rugelis dainuoja (1967) Rugelis énekel
- Mėlynos deltos: rinktinė (1968) Kék delta: válogatott művek
- Pelėdžiuko sapnas: pasakos (1969) A bagoly álma: mesék
- Debesų pilis (1970) A felhők kastélya
- Šviečia sniegas (1970) A hó ragyog
- Голубые дети (Moszkva, 1971) Kék gyerekek (oroszul)
- Saulėtos dainelės (1972) Napos dalok
- Tylos valandos: [lyrikos rinktinė] (1978) Csend órája: [dalszövegek gyűjteménye]
- Saulėtos dainelės (1979) Napos dalok
- Tarp saulės ir netekties: eilėraščiai (1980) Nap és veszteség között: versek
- Klevų viršūnės: eilėraščiai (1983) A juhar teteje: versek
- Baltas gulbių sostas (1984) A fehér hattyú trónja
- Purpuru atsivėrusi: eilėraščiai (1984)
- Neužpūsk pienės pūko: eilėraščiai (1985)
- Nepalik manęs: pasakojimai apie gyvulėlius (1986) Ne hagyj el: történeteket állatokról
- Rinktiniai raštai (1988) Válogatott írások
- Miško šokis (1988) Erdei tánc

### Magyar nyelven
- Bojtár Endre (szerk.): Litván költők (1980)[2][3]
- Almafavirágzás Cseh Károly fordítása[4]
- Janina Degutytė versei – fordította Bendes Rita[5]

## Fordítás
- Ez a szócikk részben vagy egészben  a   Janina Degutytė című litván Wikipédia-szócikk ezen változatának fordításán alapul.  Az eredeti cikk szerkesztőit annak laptörténete sorolja fel. Ez a jelzés csupán a megfogalmazás eredetét és a szerzői jogokat jelzi, nem szolgál a cikkben szereplő információk forrásmegjelöléseként.